# Jason Berthomier
Pour les articles homonymes, voir Berthomier.
Jason Berthomier, né le 6 janvier 1990 à Montluçon, dans l'Allier, est un footballeur français qui évolue au poste de milieu de terrain.

## Biographie

### Parcours amateur
Il débute à l'AS Domérat en DH Auvergne, après être passé à l'EDS Montluçon en CFA.
Il passe ensuite quatre saisons avec Moulins en CFA où il marque 34 buts en 119 matches. Lors de la saison 2013-2014, son club atteint les quarts de finale de la Coupe de France.
En 2014, il signe au Football Club Bourg-Péronnas en National et obtient la montée.

### Parcours professionnel

#### FC Bourg-Péronnas
En 2015, il découvre la Ligue 2 avec le club bressan et participe à 37 matches dont 36 en tant que titulaire. Berthomier signe son premier doublé en tant que joueur professionnel face au Stade brestois lors de 7e journée de Ligue 2. Lors de la 11e journée, il inscrit un but contre le Nîmes Olympique. Au total, durant la saison 2015-2016, il marque à 6 reprises et délivre 5 passes décisives.
Le 18 novembre 2016, il marque son premier but de la saison 2016-2017 de Ligue 2 contre Valenciennes. Une journée plus tard, il signe un doublé contre le Red Star sur une passe décisive de Vital N'Simba et sur penalty à la 76e minute de jeu. Lors de la 21e journée, il ouvre le score contre l'AJ Auxerre (victoire 2-0). Le 17 février 2017, il inscrit un doublé contre le Tours FC. Il récidive le 24 février, contre le Stade lavallois . 
Au total, durant la saison 2016-2017, il joue 40 matchs toutes compétitions confondues et marque 12 buts.

#### Stade brestois
Le 18 juillet 2017, il signe un contrat de deux ans avec le Stade brestois 29. Le 19 août 2017, il marque son premier but sous ses nouvelles couleurs contre le RC Lens au Stade Bollaert-Delelis lors de la quatrième journée de championnat de Ligue 2.

#### ESTAC Troyes
Le 26 juin 2018, il quitte Stade brestois et s'engage pour trois ans avec l'ESTAC Troyes. Il y enchaîne les prestations difficiles alors que son équipe connait un début de saison laborieux, connaissant cinq défaites lors des six premières journées. Il n'entre plus dans les plans de l'entraîneur Rui Almeida dès le mois de septembre, celui-ci disposant, qui plus est, d'un effectif pléthorique.

#### Clermont Foot
Dispensé de la reprise avec l'ESTAC au sortir de la trêve hivernale, il s'engage le 2 janvier 2019 pour deux ans avec le Clermont Foot.
Lors de la saison 2020-2021, il termine deuxième de Ligue 2 avec Clermont et obtient donc une montée en Ligue 1. Deuxième meilleur passeur de Ligue 2 avec 11 passes décisives, il est également le joueur de Ligue 2 ayant délivré le plus de passes clés. À 31 ans, Jason fait ses débuts parmi l'élite le 8 août 2021 contre Bordeaux. Le 7 novembre 2021, il inscrit son premier but en Ligue 1 contre l'AS Saint-Étienne.

## Statistiques
Le tableau ci-dessous retrace la carrière de Jason Berthomier depuis ses débuts :

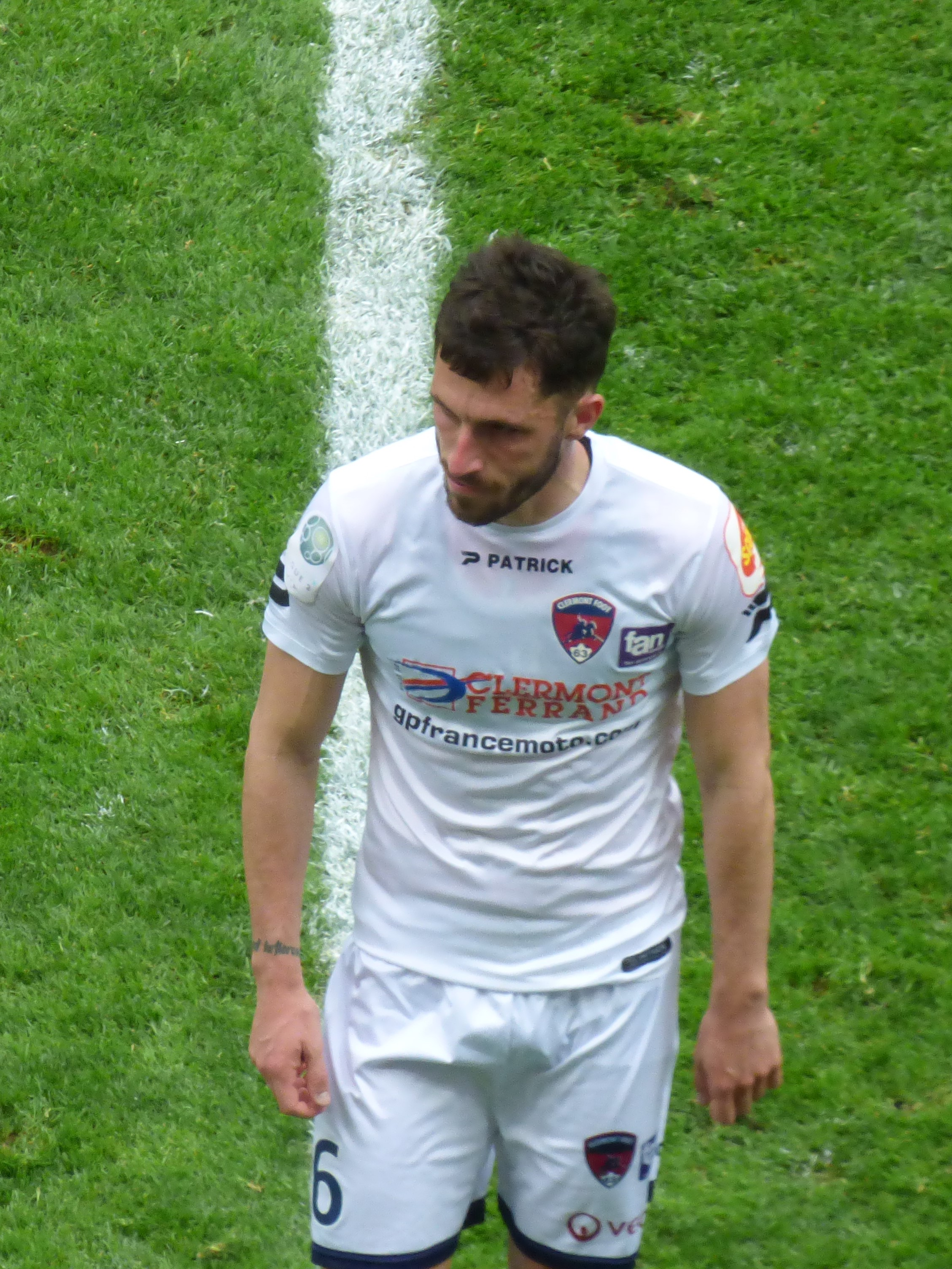
Jason Berthomier en mai 2019 avec Clermont.

| Saison                | Club                  | Championnat           | Championnat | Championnat | Coupe nationale | Coupe nationale | Coupe de la Ligue | Coupe de la Ligue | Play-offs | Play-offs | Total | Total |
| Saison                | Club                  | Division              | M.          | B.          | M.              | B.              | M.                | B.                | M.        | B.        | M.    | B.    |
| 2015-2016             | Bourg-en-Bresse 01    | Ligue 2               | 37          | 6           | 4               | 1               | 4                 | 0                 | -         | -         | 45    | 7     |
| 2016-2017             | Bourg-en-Bresse 01    | Ligue 2               | 35          | 9           | 1               | 0               | 1                 | 1                 | -         | -         | 37    | 10    |
| Sous-total            | Sous-total            | Sous-total            | 72          | 15          | 5               | 1               | 5                 | 1                 | -         | -         | 82    | 17    |
| 2017-2018             | Stade brestois 29     | Ligue 2               | 29          | 6           | 2               | 1               | 1                 | 0                 | 1         | 0         | 33    | 7     |
| Sous-total            | Sous-total            | Sous-total            | 29          | 6           | 2               | 1               | 1                 | 0                 | 1         | 0         | 33    | 7     |
| 2018                  | ES Troyes AC          | Ligue 2               | 7           | 0           | 1               | 0               | 3                 | 0                 | -         | -         | 11    | 0     |
| Sous-total            | Sous-total            | Sous-total            | 7           | 0           | 1               | 0               | 3                 | 0                 | -         | -         | 11    | 0     |
| 2019                  | Clermont Foot 63      | Ligue 2               | 18          | 2           | -               | -               | -                 | -                 | -         | -         | 18    | 2     |
| 2019-2020             | Clermont Foot 63      | Ligue 2               | 23          | 4           | 1               | 0               | -                 | -                 | -         | -         | 24    | 4     |
| 2020-2021             | Clermont Foot 63      | Ligue 2               | 37          | 6           | 1               | 0               | -                 | -                 | -         | -         | 38    | 6     |
| 2021-2022             | Clermont Foot 63      | Ligue 1               | 13          | 1           | -               | -               | -                 | -                 | -         | -         | 13    | 1     |
| Sous-total            | Sous-total            | Sous-total            | 91          | 13          | 2               | 0               | -                 | -                 | -         | -         | 93    | 13    |
| Total sur la carrière | Total sur la carrière | Total sur la carrière | 199         | 29          | 10              | 2               | 9                 | 1                 | 1         | 0         | 219   | 32    |